# 正榮汽船
正榮汽船株式會社（日语：／ Shōei kisen */?）是一家1962年2月成立，登記資本額6千萬日幣位於日本愛媛縣今治市的船舶租賃公司，母公司為今治造船，所有的船隻也都是由今治造船所建造。
另外在東京設有辦公室。

## 公司歷史
在1962年5月接收了公司的首艘近海貨輪正榮丸號（869噸），然而新的航運業者加入船舶數量增加導致運費相對便宜、獲利降低。當時的政府為了挽救這個情況實行了「内航二法」，即業者興建新的船隻時必須報廢舊的船隻，為了區隔出市場正榮汽船分別在1964年至1967年間了建造正和丸（2,505噸）正島丸（2,975噸）、正伸丸（2,984噸）。但是在1972年全日本海員工會的長期罷工引發的海員成本上升，利潤被迫下降的情況下，各個船公司都在考慮進入高效及更大的市場以提高獲利。
1971年10月接收了第一艘遠洋船隻丸亀丸號（4,993噸），開始發展海外遠洋運輸。1973年因應市場需求接收了第1艘滾裝輪あめりかん はいうえい號，該船可以裝載5000輛汽車。1985年接收了可以裝載2000個貨櫃的貨櫃輪，以及10萬噸級油輪，冷凍船和木屑船。
2000年接收了好望角型散貨船CAPE HOPE號（170,000噸），2002年接收了可以裝載6350個貨櫃的貨櫃輪、2008年3月接收了當時世界上最大裝載量的液化天然氣載運船TRINITY ARROW號。

## 船舶與承租人
- 公司擁有以下的船舶
  - 散裝貨輪
  - 木屑船（木片船）
  - 液化天然氣載運船
  - 滾裝船
  - 油輪
  - 貨櫃輪

- 承租的客戶
  - 日本郵船
  - 商船三井
  - 川崎汽船（K-Line）
  - 長榮海運
  - 陽明海運
  - CMB（英语：Compagnie Maritime Belge）
  - 東方海皇航運（NOL）
  - 東方海外貨櫃（OOCL）

## 意外事件
- 2021年3月23日上午7時40分，貨櫃船M.V. EVER GIVEN（中文名長賜輪，由長榮海運承租），從中國大陆航向歐洲時，北上航經蘇伊士運河，疑似遭受瞬間強風吹襲，造成船身偏離航道，意外觸底擱淺，導致蘇伊士運河雙向阻塞。[2]。在3月29日時該船已重新浮起並脫困[3]。該船為論時傭船方式承租，船東依合約約定期間將船隻出租給長榮，同時，船員也是由船東公司派遣[4]。初步調查傾向超速導致意外發生[5]。

## 外部連結
- 正榮汽船官網 （页面存档备份，存于）